# Đại đoàn Quân đội nhân dân Việt Nam
Đại đoàn được dùng để chỉ một đơn vị quân đội cấp chiến dịch, vốn được sử dụng trong quá khứ ở Việt Nam trong giai đoạn 1946 đến 1955.

## Tổ chức và biên chế
Theo Sắc lệnh 33-SL ngày 22 tháng 3 năm 1946 của Chủ tịch Chính phủ lâm thời Việt Nam Dân chủ Cộng hòa thì Đại đoàn là đơn vị tổ chức của lục quân, cấp trên Trung đoàn và dưới Sư đoàn . Cũng trong Sắc lệnh này, nhiệm vụ chỉ huy đơn vị Đại đoàn sẽ giao cho quân nhân cấp bậc Đại tá làm Đại đoàn trưởng và Trung tá làm Đại đoàn phó .
Sắc lệnh 71-SL ngày 22 tháng 3 năm 1946 của Chủ tịch Chính phủ lâm thời Việt Nam Dân chủ Cộng hòa quy định chi tiết về biên chế và cấp số của Đại đoàn Quân đội Quốc gia Việt Nam bao gồm 7.115 người cộng với các đơn vị trợ chiến.
Phân bổ chi tiết như sau:
| Đơn vị         | Quân số | Số lượng đơn vị | Tổng cộng |
| -------------- | ------- | --------------- | --------- |
| Đại đoàn bộ    | 70      | 1               | 70        |
| Đại đội cận vệ | 178     | 1               | 178       |
| Trung đoàn     | 2.289   | 3               | 6.867     |
| Tổng quân số   |         |                 | 7.115     |

Sắc lệnh cũng quy định cụ thể về quân số của Đại đoàn bộ (bộ chỉ huy Đại đoàn) gồm có:
| Đơn vị                                 | Quân số |
| -------------------------------------- | ------- |
| 1. Phòng chỉ huy                       | 6       |
| Đại đoàn trưởng                        | 1       |
| Đại đoàn phó                           | 1       |
| Chính trị viên                         | 1       |
| Bí thư kiêm thông ngôn                 | 1       |
| Thư ký                                 | 1       |
| Thông tin                              | 1       |
| 2. Văn phòng                           | 5       |
| Thư ký trưởng                          | 1       |
| Thư ký                                 | 3       |
| Thông tin                              | 1       |
| 3. Phòng tham mưu                      | 23      |
| Tham mưu trưởng                        | 1       |
| Thư ký                                 | 1       |
| Thông tin                              | 1       |
| Tổ tác chiến (họa đồ kế hoạch)         | 4       |
| Tổ tình báo                            | 5       |
| Tổ thông tin                           | 3       |
| Tổ quân huấn                           | 3       |
| Tổ nhân sự                             | 3       |
| Tổ quân pháp                           | 2       |
| 4. Phòng chính trị                     | 7       |
| Phòng trưởng                           | 1       |
| Thư ký và người giúp việc              | 6       |
| 5. Phòng quân nhu                      | 7       |
| Phòng trưởng                           | 1       |
| Quân lương                             | 2       |
| Quân trang                             | 2       |
| Quân giới                              | 2       |
| 6. Phòng giao thông vận tải            | 14      |
| Phòng trưởng                           | 1       |
| Phòng phó                              | 1       |
| Thư ký                                 | 1       |
| Thông tin                              | 1       |
| Giao thông vận tải (tài xế và thợ máy) | 10      |
| 7. Phòng công binh                     | 5       |
| Phòng trưởng                           | 1       |
| Thư ký                                 | 1       |
| Thông tin                              | 1       |
| Người giúp việc (lao công)             | 2       |
| 8. Phòng quân y                        | 3       |
| Phòng trưởng (Y sĩ)                    | 1       |
| Thư ký                                 | 1       |
| Thông tin                              | 1       |

## Các Đại đoàn đầu tiên
Ngay từ đầu năm 1946, 5 Đại đoàn đầu tiên đã được thành lập gồm Đại đoàn bộ binh 1, 2 (ở Bắc Bộ), 23, 27, 31 (ở Trung Bộ). Tuy nhiên các Đại đoàn này nhanh chóng bị giải tán do trình tổ chức, chỉ huy còn yếu, trang bị kém, khả năng tác chiến tập trung hạn chế. Tổ chức cấp Trung đoàn được sử dụng như giái pháp thích hợp trong thời kỳ này. Tháng 8 năm 1947, Đại đoàn Độc lập được thành lập như đơn vị cấp chiến lược tập trung, tuy nhiên đến cuối năm thì bị giải thể do thiếu trang bị và khả năng chỉ huy cũng như tập trung chưa đủ điều kiện thích hợp, đặc biệt trong việc điều động binh lực trong Chiến dịch Việt Bắc 1947.
Sau khi Giải phóng quân Nhân dân Trung Quốc giành được quyền kiểm soát phần lớn Trung Quốc và áp sát biên giới với Việt Nam, khả năng viện trợ và các cố vấn quân sự hỗ trợ cho quân Việt Minh được tăng lên. Khả năng trang bị và trình độ tác chiến của cấp chỉ huy quân Việt Minh được nâng cao. Như cầu tác chiến đại đơn vị lại được đặt ra. Ngày 28 tháng 8 năm 1949, Đại đoàn 308, Đại đoàn bộ binh chủ lực đầu tiên được thành lập tại thị trần Đồn Du, huyện Đồng Hỷ, Thái Nguyên, gồm các trung đoàn 88, 102. Đại đoàn trưởng kiêm Chính ủy đầu tiên là Đại tá Vương Thừa Vũ.
Sau thắng lợi của chiến dịch Biên giới 1950, viện trợ cho quân Việt Minh được tăng cường qua biên giới Việt Trung. Các Đại đoàn bộ binh 304, 312, 316, 320, 325 và Đại đoàn công pháo 351 được thành lập trong các năm 1950-1952. Quân Việt Minh bắt đầu tác chiến cấp đại đơn vị mà cao điểm là trận Điện Biên Phủ.

## Bãi bỏ cấp biên chế Đại đoàn
Tuy được quy định ở biên chế 7.000 quân, nhưng trên thực tế, hầu hết các đại đoàn chủ lực thành lập từ 1949 trở đi (trừ Đại đoàn công pháo 351) đều có quân số trên 10.000 quân. Năm 1955, sau khi các lực lượng chính trị và quân sự của Việt Nam Dân chủ Cộng hòa tập kết ra Bắc, cơ cấu tổ chức Đại đoàn được giải thể. Một số đại đoàn cũ được tăng cường biên chế, đặc biệt về kỹ thuật để hình thành các Sư đoàn chủ lực.
Trong cuộc chiến tranh Việt Nam, một số đơn vị Quân đội nhân dân Việt Nam tham gia chiến đấu tại miền Nam thường được gọi bằng bí danh bắt đầu bằng chữ Đoàn, là một từ chung chung trong tiếng Việt, với quân số dao động khác nhau, từ vài chục người đến cả vạn người, với lý do bảo mật, nhằm tránh đối phương biết được quy mô của đơn vị.

## Danh sách Đại đoànQuân đội nhân dân Việt Nam
- Đại đoàn 308: thành lập 28 tháng 8 năm 1949. Đại đoàn trưởng kiêm Chính ủy đầu tiên: Đại tá Vương Thừa Vũ. Danh hiệu: Đại đoàn Quân Tiên phong.
- Đại đoàn 304: thành lập 10 tháng 3 năm 1950. Đại đoàn trưởng đầu tiên: Đại tá Hoàng Minh Thảo. Danh hiệu: Đoàn Vinh quang.
- Đại đoàn 312: thành lập 27 tháng 12 năm 1950. Đại đoàn trưởng kiêm Chính ủy đầu tiên: Lê Trọng Tấn. Danh hiệu: Đại đoàn Chiến thắng.
- Đại đoàn 316: thành lập 1 tháng 5 năm 1951. Đại đoàn trưởng đầu tiên: Đại tá Lê Quảng Ba. Danh hiệu: Đoàn Bông Lau.
- Đại đoàn 320: thành lập 16 tháng 1 năm 1951. Đại đoàn trưởng đầu tiên: Thiếu tướng Văn Tiến Dũng. Danh hiệu: Đại đoàn Đồng bằng.
- Đại đoàn 325: thành lập 5 tháng 12 năm 1952. Đại đoàn trưởng kiêm Chính ủy đầu tiên: Trần Quý Hai. Danh hiệu: Đại đoàn Bình-Trị-Thiên.
- Đại đoàn 351: thành lập 27 tháng 3 năm 1951. Quyền Đại đoàn trưởng đầu tiên: Vũ Hiển. Danh hiệu: Đại đoàn Công-Pháo.
- Đại đoàn 305: thành lập 19 tháng 8 năm 1954. Đại đoàn trưởng đầu tiên: Nguyễn Đôn. Danh hiệu: Đại đoàn Liên khu 5.[4][5]
- Đại đoàn 675: thành lập 16 tháng 9 năm 1954. Đại đoàn trưởng đầu tiên: Doãn Tuế.
- Đại đoàn 349: thành lập 16 tháng 9 năm 1954. Đại đoàn trưởng đầu tiên: Phùng Thế Tài.[6]
- Đại đoàn 350: thành lập 21 tháng 9 năm 1954. Đại đoàn trưởng kiêm Chính ủy đầu tiên: Hà Kế Tấn.
- Đại đoàn 367: thành lập 21 tháng 9 năm 1954. Đại đoàn trưởng đầu tiên: Hoàng Kiện.

## Đại đoàn tương đương với cấp biên chế nào?
Do toàn bộ các Đại đoàn đều được tăng cường biên chế để thành lập cấp Sư đoàn nên dễ nảy sinh sự nhầm lẫn Đại đoàn là cấp Sư đoàn (Division). Trên thực tế, Đại đoàn chỉ là đơn vị dưới cấp Sư đoàn và trên cấp Trung đoàn, quân số xấp xỉ 7.000 người với chỉ huy cấp trưởng mang quân hàm Đại tá, theo như các Sắc lệnh 33 và 71 quy định. Vì thế, đơn vị Đại đoàn thường được hiểu như là đơn vị cấp Lữ đoàn (Brigade) trong tổ chức quân đội hiện đại.
Tương tự như vậy, các cấp đơn vị Liên đoàn và Tập đoàn được quy định trong Sắc lệnh 33-Sl 1946 được hiểu tương đương với cấp đơn vị Quân đoàn (Corps) và Tập đoàn quân (Army).